# 上皮薩里夫卡

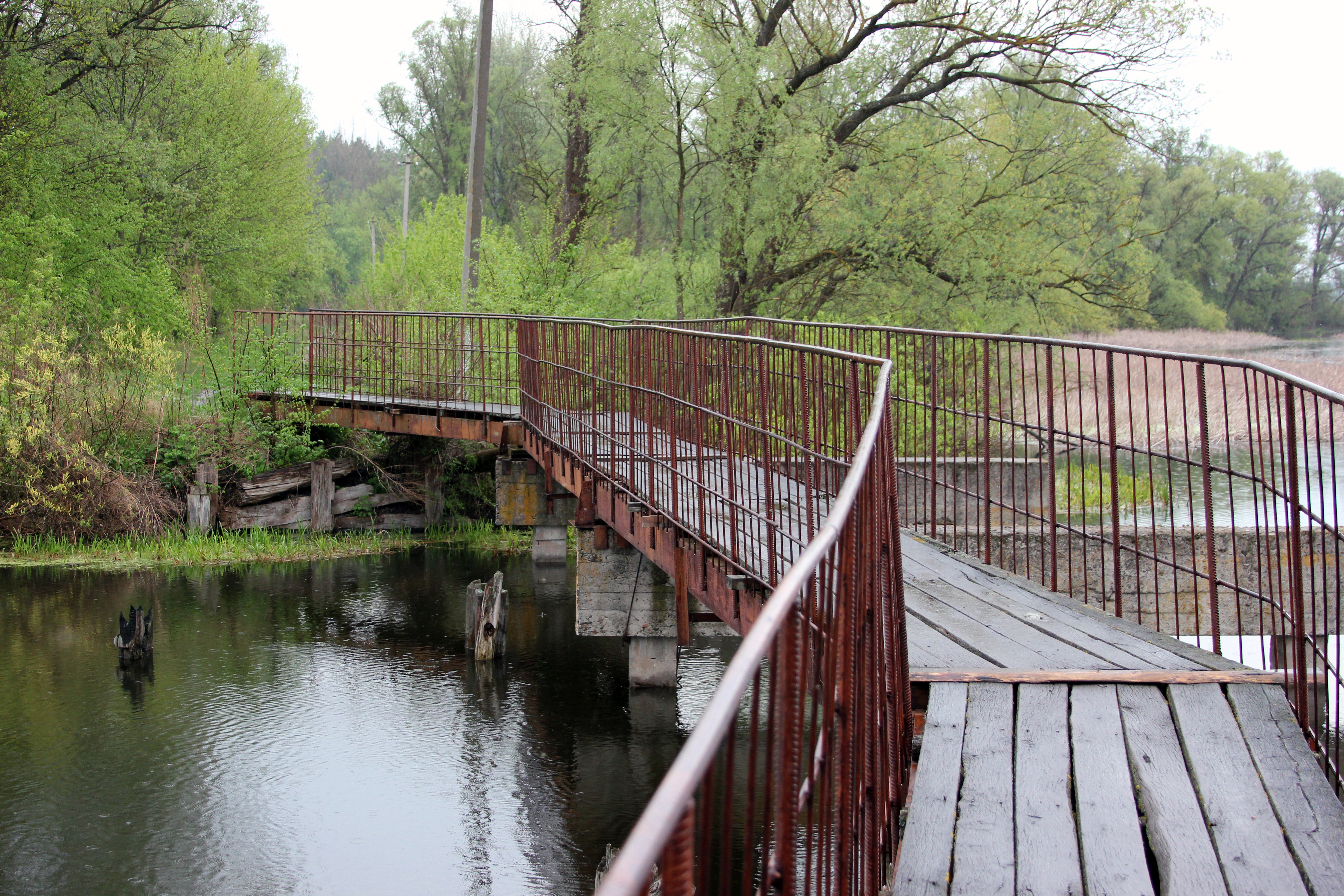

50°11′35″N 36°51′24″E / 50.19306°N 36.85667°E
上皮薩里夫卡（烏克蘭語：Верхня Писарівка）是位於烏克蘭東部的村莊，由哈爾科夫州丘胡伊夫区的沃夫昌斯克市鎮負責管轄。該村始建於1680年，面積0.21平方公里，海拔高度132米，2001年人口111。